# Governor's Harbour
Governor's Harbour es el principal asentamiento y centro administrativo de la isla Eleuthera en las Bahamas. Corresponde aproximadamente al centro del distrito de Eleuthera Central. Establecido por William Sayle y los aventureros de Eleutheria en 1648, se afirma ser el primer asentamiento en las Bahamas posterior a los lucayos.
El asentamiento cuenta con el servicio del aeropuerto de Governor's Harbour.